# Camoflauge
Jason Johnson (9 de dezembro de 1981 - 19 de maio de 2003), mais conhecido pelo seu nome artístico Camoflauge, foi um rapper estadunidense de Savannah, Geórgia. Foi assassinado após sair de um estúdio de gravação do mesmo estado.

## Discografia
- Underground Savannah (2000)
- I Represent (2000)
- Strictly 4 da Streets: Drugs Sex and Violence, Vol. 1 (2001)
- Keepin It Real (2002)
- Home of the True Emcees - Tribute to Jason “Camoflauge” Johnson (2006)